# Port-Gentil
Port-Gentil város Gabonban, Ogooué-Maritime tartomány székhelye. Egy szigeten fekszik, az ország legnyugatibb pontján, az Ogoué folyó torkolatának két ága között.
Lakossága 125 ezer fő volt 2001-ben.
Gabon legnagyobb kikötője. Az ország kőolaj- és faiparának központja. Jelentős a kőolaj-finomítás, továbbá a halászat és a halkonzervgyártása is.
A várost a rabszolga-kereskedelem idején alapították, de robbanásszerű fejlődését a  19. század végén egy értékes keményfa, az okoumé exportja hozta meg, amelyet Ndjoléból és Lambarénéből szállítottak le a folyón. Ma főleg finomított kőolajtermékeket exportál.
| Lakosok száma | 79 225 | 105 712 | 136 462 |
|               | 1993   | 2003    | 2013    |

## Fordítás
Ez a szócikk részben vagy egészben  a   Port-Gentil című német Wikipédia-szócikk fordításán alapul.  Az eredeti cikk szerkesztőit annak laptörténete sorolja fel. Ez a jelzés csupán a megfogalmazás eredetét és a szerzői jogokat jelzi, nem szolgál a cikkben szereplő információk forrásmegjelöléseként.
1. ↑  https://www.citypopulation.de/en/gabon/cities/?cityid=941